# Club Eagles
El Club Eagles es un equipo de fútbol de Maldivas que juega en la Dhivehi League, la primera división de fútbol del país.

## Historia
Fue fundado el 22 de junio de 1989 en la capital Malé como un equipo multideportivo donde su sección principal es la de fútbol.[cita requerida]
En 2016 logra ganar su primer título importante al ganar la Copa Presidente de Maldivas.
En 2021 participa en su primera competición internacional al clasificar a la Copa AFC 2021.[cita requerida]

## Palmarés
- Copa Presidente de Maldivas: 1

2016

## Participación en competiciones de la AFC
| Temporada | Torneo  | Ronda        | Club            | Casa | Visita | Global |
| --------- | ------- | ------------ | --------------- | ---- | ------ | ------ |
| 2021      | AFC Cup | Preliminar 1 | Thimphu City    | 2–0  | 2–0    | 2–0    |
| 2021      | AFC Cup | Play-off     | Bengaluru       | 0–1  | 0–1    | 0–1    |
| 2023/24   | AFC Cup | Premiminar 2 | Abahani Limited | 1–2  | 1–2    | 1–2    |